# Rafael Morgan Ríos
Rafael Morgan Ríos (Culiacán, Sinaloa; 21 de mayo de 1935) es un político mexicano, miembro del Partido Acción Nacional. Fue secretario de la Función Pública durante el gobierno de Felipe Calderón de 2011 a 2012.

## Biografía
Morgan Ríos es Contador público por la Universidad Autónoma de Sinaloa y tiene una maestría en Administración por el Instituto Tecnológico de Estudios Superiores de Monterrey, como contador trabajo largamente en el sector privado; fue director de la Escuela de Contabilidad y Administración de la Universidad Autónoma de Sinaloa y profesor en el ITESM Campus Culiacán. Obtuvo el premio "Gabriel Mancera" por su desempeño como Contador Público por el Instituto Mexicano de Contadores Públicos.
Fue subdirector general en la cadena de supermercados “Almacenes Zaragoza S.A. de C.V.” y desde 2006 fue subsecretario de Control y Auditoría de la Gestión Pública de la Secretaría de la Función Pública hasta su nombramiento como Secretario.